# Diakite Lamine
Diakite Lamine là một cầu thủ bóng đá người Bờ Biển Ngà thi đấu ở vị trí tiền vệ. Hiện tại anh thi đấu cho Muktijoddha Sangsad KC.